# Serichlamys serpentiphallus
Serichlamys serpentiphallus (лат.) — вид мух-журчалок рода Serichlamys из подсемейства Microdontinae (Syrphidae). Эндемик Бразилии.

## Этимология
Название serpentiphallus — существительное, образованное от латинских слов serpens (змея) и phallus (фаллос). Оно относится к фаллосу в форме буквы S у самцов этого вида.

## Распространение
Встречается на территории Южной Америки: Бразилия (штаты Рио-де-Жанейро и Сан-Паулу).

## Описание
Муха-журчалка длиной 7,5—8,5 мм. Вместе с Serichlamys simpliciphallus и S. spathulata этот вид принадлежит к группе из трех видов, большинство экземпляров которых имеют дорсовентрально уплощенные, ложкообразные калькары на щитке. От S. spathulata Reemer, sp. nov. он отличается наличием отдельных пятен микротрихий на тергите 2, коричневым постпедицелем и строением мужских гениталий. От S. simpliciphallus Reemer, sp. nov. этот вид можно надежно отличить только по строению мужских гениталий, в частности, по форме фаллоса: S-образный у S. serpentiphallus, прямой у S. simpliciphallus. Другие признаки, такие как окраска покровов и щетинковидность, а также распределение микротрихий на тергитах, оказались слишком изменчивыми среди изученных особей. Самки в настоящее время неотличимы от S. simpliciphallus.

## Таксономия
Вид был впервые описан в 2025 году голландским диптерологом Menno Reemer (Naturalis Biodiversity Center, Лейден, Нидерланды) и эквадорским энтомологом Ximo Mengual (Instituto Nacional de Biodiversidad, Кито, Эквадор).